# Circuit d'Irlande
Ne pas confondre avec le Rallye d'Irlande.
Le Circuit d'Irlande  (Circuit of Ireland Rally, ou familièrement The Circuit) est une compétition annuelle de rallye automobile sur asphalte disputée principalement en Ulster (départ et arrivée) et en Irlande, ayant plus de quatre-vingts ans d'existence.

## Histoire
Il s'agit de l'un des plus anciens rallyes du monde, dont l'organisation des étapes spéciales fut inspirée par le Rallye Monte-Carlo. Il est organisé par l'Ulster Automobile Club.
En 1936, son trajet sillonne à travers toute l'Irlande sur plus de 1 740 km durant cinq jours, et donne son nom définitif à l'épreuve (départ et arrivée à Bangor). Ronnie Adams a remporté cette course de 1936, alors comme copilote. Il a participé au total à 15 éditions, sans jamais abandonner, tenant à y accomplir sa toute dernière compétition, en 1963 à 47 ans.
Durant plusieurs années ce rallye sur asphalte fut le plus long du monde, attirant alors des pilotes de renom tels que Henri Toivonen, Hannu Mikkola, ou Pentti Airikkala (vainqueur en 1979, seul pilote non-britannique à ce jour). Jimmy McRae (père de Colin, également vainqueur en 1991) l'a remporté à 7 reprises durant les années 1980 (1980, 1981, 1982, 1985, 1987, 1988 et 1989), Paddy Hopkirk 5 fois antérieurement (1958, 1961, 1962, 1965 et 1967) ainsi que son compatriote Derek McGarrity plus récemment (2003, 2004, 2005, 2010 et 2011).
L'épreuve a été suspendue à six reprises, dont 1948 (essence rationnée au sortir de la guerre), 1953 (crise de Suez), 1972, 2000-01 (épidémie de fièvre aphteuse), et 2007 (mésentente entre organisateurs et sponsors, remplacement par le Easter International Rally sur un parcours raccourci de 12 épreuves spéciales).
Désormais il se déroule durant deux jours (traditionnellement pour le week-end pascal), sur sections de routes. Il a été comptabilisé en Championnat d'Europe des rallyes entre 1979 et 1984, et en Intercontinental Rally Challenge lors de la dernière année d'existence de ce championnat en 2012.
Il compte pour les championnats britannique (BRC) et irlandais (Irland Gravel), et n'a pas été retenu en 2013 pour une réintroduction en championnat européen du fait d'un manque de fonds d'organisation (le rallye des Îles Canaries lui a été ainsi préféré).
La chose est faite en 2014. Le Championnat d'Europe des rallyes l'incorpore désormais comme 5e manche.

## Palmarès

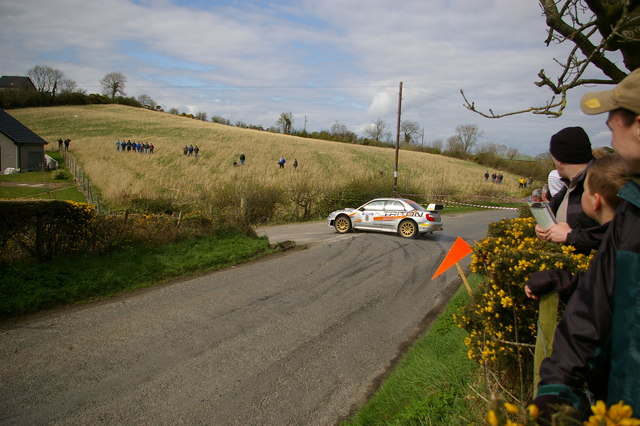
Épreuve spéciale Ouley / Gransha townland, en 2009.

| 1931        | 1. Ulster Motor Rally                      | Jimmy McCaherty  | Winslow Trimble            | Austin 16 Saloon         |                 |                 |
| 1932        | 2. Ulster Motor Rally                      | William McMullan | D. McMullan                | Alvis Sport Twenty       |                 |                 |
| 1933        | 3. Ulster Motor Rally                      | Stanley Orr      | Inconnu                    | Austin7                  |                 |                 |
| 1934        | 4. Ulster Motor Rally                      | Wilnor Jones     | Miss Mildred Hamilton      | Standard 10              |                 |                 |
| 1935        | 5. Ulster Motor Rally                      | Wesley Shaw      | Billy Drennan              | Triumph Southern Cross   |                 |                 |
| 1936        | 6. Circuit of Ireland Trial                | Basil Clarke     | Ronnie Adams / Wick Holmes | Austin 16 Kempton Saloon |                 |                 |
| 1937        | 7. Circuit of Ireland Trial                | Wesley Shaw      | Max Johnston               | Triumph Vitesse Saloon   |                 |                 |
| 1938        | 8. Circuit of Ireland Trial                | Graham Chambers  | Charlie Hicks              | MG                       |                 |                 |
| 1939        | 9. Circuit of Ireland Trial                | Billy Michael    | Grahame Dow                | Wolseley                 |                 |                 |
| 1940 à 1945 | Épreuve annulée                            | Épreuve annulée  | Épreuve annulée            | Épreuve annulée          | Épreuve annulée | Épreuve annulée |
| 1946        | 10. Circuit of Ireland Trial               | Artie Bell       | Inconnu                    | Riley                    |                 |                 |
| 1947        | 11. Circuit of Ireland Trial               | Jack McMichael   | H. Shilliday               | MG                       |                 |                 |
| 1948        | Épreuve annulée                            | Épreuve annulée  | Épreuve annulée            | Épreuve annulée          | Épreuve annulée | Épreuve annulée |
| 1949        | 12. Circuit of Ireland Trial               | Chris Lindsay    | Sans copilote              | Ford Special             |                 |                 |
| 1950        | 13. Circuit of Ireland Trial               | Dermot Johnson   | Greti Johnson / M. Johnson | Allard                   |                 |                 |
| 1951        | 14. Circuit of Ireland Trial               | Alan Hopkinson   | Mrs A. Hopkinson           | MG TD                    |                 |                 |
| 1952        | 15. Circuit of Ireland Trial               | Derek Johnston   | George Bryson              | MG TD                    |                 |                 |
| 1953        | 16. Circuit of Ireland Trial               | Wilbert Todd     | Geoffrey McCrea            | Dellow                   |                 |                 |
| 1954        | 17. Circuit of Ireland Trial               | Mervyn Glover    | Tommy Lynn                 | Dellow                   |                 |                 |
| 1955        | 18. Circuit of Ireland Trial               | Robin McKinney   | Sally McKinney             | Triumph TR2              |                 |                 |
| 1956        | 19. Circuit of Ireland Rally               | Robin McKinney   | Sally McKinney             | Triumph TR2              |                 |                 |
| 1957        | Épreuve annulée                            | Épreuve annulée  | Épreuve annulée            | Épreuve annulée          | Épreuve annulée | Épreuve annulée |
| 1958        | 20. Circuit of Ireland International Rally | Paddy Hopkirk    | Jack Scott                 | Triumph TR3A             |                 |                 |
| 1959        | 21. Circuit of Ireland International Rally | Kevin Sherry     | Seamus De Barra            | Volkswagen               |                 |                 |
| 1960        | 22. Circuit of Ireland International Rally | Adrian Boyd      | Maurie Johnston            | Austin Healey Sprite     |                 |                 |
| 1961        | 23. Circuit of Ireland International Rally | Paddy Hopkirk    | Jack Scott                 | Sunbeam Rapier           |                 |                 |
| 1962        | 24. Circuit of Ireland International Rally | Paddy Hopkirk    | Jack Scott                 | Sunbeam Rapier           |                 |                 |
| 1963        | 25. Circuit of Ireland International Rally | Ian Woodside     | Esler Crawford             | Austin Healey Sprite     |                 |                 |
| 1964        | 26. Circuit of Ireland International Rally | Ronnie McCartney | Terry Harryman             | Mini Cooper S            |                 |                 |
| 1965        | 27. Circuit of Ireland International Rally | Paddy Hopkirk    | Terry Harryman             | Mini Cooper S            |                 |                 |
| 1966        | 28. Circuit of Ireland International Rally | Tony Fall        | Henry Liddon               | Mini Cooper S            |                 |                 |
| 1967        | 29. Circuit of Ireland International Rally | Paddy Hopkirk    | Terry Harryman             | Mini Cooper S            |                 |                 |
| 1968        | 30. Circuit of Ireland International Rally | Roger Clark      | Jim Porter                 | Ford Escort Twin Cam     |                 |                 |
| 1969        | 31. Circuit of Ireland International Rally | Roger Clark      | Jim Porter                 | Ford Escort Twin Cam     |                 |                 |
| 1970        | 32. Circuit of Ireland International Rally | Roger Clark      | Jim Porter                 | Ford Escort RS 1600      |                 |                 |
| 1971        | 33. Circuit of Ireland International Rally | Adrian Boyd      | Beatie Crawford            | Ford Escort Twin Cam     |                 |                 |
| 1972        | Épreuve annulée                            | Épreuve annulée  | Épreuve annulée            | Épreuve annulée          | Épreuve annulée | Épreuve annulée |
| 1973        | 34. Circuit of Ireland International Rally | Jack Tordoff     | Phil Short                 | Porsche Carrera          |                 |                 |
| 1974        | 35. Circuit of Ireland International Rally | Cathal Curley    | Austin Frazer              | Porsche Carrera          |                 |                 |
| 1975        | 36. Circuit of Ireland International Rally | Billy Coleman    | Paul Phelan                | Ford Escort RS1600       |                 |                 |
| 1976        | 37. Circuit of Ireland International Rally | Billy Coleman    | Dan O'Sullivan             | Ford Escort RS1800       |                 |                 |
| 1977        | 38. Circuit of Ireland International Rally | Russell Brookes  | John Brown                 | Ford Escort RS1800       |                 |                 |
| 1978        | 39. Circuit of Ireland International Rally | Russell Brookes  | John Brown                 | Ford Escort RS1800       |                 |                 |
| 1979        | 40. Circuit of Ireland International Rally | Pentti Airikkala | Risto Virtanen             | Vauxhall Chevette HS     |                 |                 |
| 1980        | 41. Circuit of Ireland International Rally | Jimmy McRae      | Mike Nicholson             | Vauxhall Chevette HSR    |                 |                 |
| 1981        | 42. Circuit of Ireland International Rally | Jimmy McRae      | Ian Grindrod               | Opel Ascona 400          |                 |                 |
| 1982        | 43. Circuit of Ireland International Rally | Jimmy McRae      | Ian Grindrod               | Opel Ascona 400          |                 |                 |
| 1983        | 44. Circuit of Ireland International Rally | Russell Brookes  | Mike Broad                 | Vauxhall Chevette        |                 |                 |
| 1984        | 45. Circuit of Ireland International Rally | Billy Coleman    | Ronan Morgan               | Opel Manta 400           |                 |                 |
| 1985        | 46. Circuit of Ireland International Rally | Jimmy McRae      | Ian Grindrod               | Opel Manta 400           |                 |                 |
| 1986        | 47. Circuit of Ireland International Rally | David Llewellin  | Phil Short                 | MG Metro 6R4             |                 |                 |
| 1987        | 48. Circuit of Ireland International Rally | Jimmy McRae      | Ian Grindrod               | Ford Sierra Cosworth     |                 |                 |
| 1988        | 49. Circuit of Ireland International Rally | Jimmy McRae      | Rob Arthur                 | Ford Sierra Cosworth     |                 |                 |
| 1989        | 50. Circuit of Ireland International Rally | Jimmy McRae      | Rob Arthur                 | Ford Sierra Cosworth     |                 |                 |
| 1990        | 51. Circuit of Ireland International Rally | David Llewellin  | Phil Short                 | Toyota Celica GT-4       |                 |                 |
| 1991        | 52. Circuit of Ireland International Rally | Colin McRae      | Derek Ringer               | Subaru Legacy            |                 |                 |
| 1992        | 53. Circuit of Ireland International Rally | Frank Meagher    | Michael Maher              | Ford Sierra Cosworth     |                 |                 |
| 1993        | 54. Circuit of Ireland International Rally | Austin McHale    | Dermot O'Gorman            | Toyota Celica            |                 |                 |
| 1994        | 55. Circuit of Ireland International Rally | Stephen Finlay   | Dessie Wilson              | Ford Escort Cosworth     |                 |                 |
| 1995        | 56. Circuit of Ireland International Rally | Bertie Fisher    | Rory Kennedy               | Subaru Impreza           |                 |                 |
| 1996        | 57. Circuit of Ireland International Rally | Stephen Finlay   | Robbie Philpott            | Ford Escort Cosworth     |                 |                 |
| 1997        | 58. Circuit of Ireland International Rally | Bertie Fisher    | Rory Kennedy               | Subaru Impreza           |                 |                 |
| 1998        | 59. Circuit of Ireland International Rally | Austin McHale    | Brian Murphy               | Toyota Celica            |                 |                 |
| 1999        | 60. Circuit of Ireland International Rally | Bertie Fisher    | Rory Kennedy               | Subaru Impreza           |                 |                 |
| 2000-01     | Épreuve annulée                            | Épreuve annulée  | Épreuve annulée            | Épreuve annulée          | Épreuve annulée | Épreuve annulée |
| 2002        | 61. Circuit of Ireland International Rally | Andrew Nesbitt   | James O'Brien              | Subaru Impreza WRC       |                 |                 |
| 2003        | 62. Circuit of Ireland International Rally | Derek McGarrity  | Chris Patterson            | Subaru Impreza WRC       |                 |                 |
| 2004        | 63. Circuit of Ireland International Rally | Derek McGarrity  | Dermot O'Gorman            | Subaru Impreza WRC       |                 |                 |
| 2005        | 64. Circuit of Ireland International Rally | Derek McGarrity  | Dermot O'Gorman            | Subaru Impreza WRC       |                 |                 |
| 2006        | 65. Circuit of Ireland International Rally | Eugene Donnelly  | Paul Kiely                 | Toyota Corolla WRC       |                 |                 |
| 2007        | 66. Circuit of Ireland International Rally | Mark Higgins     | Rory Kennedy               | Subaru Impreza S11 WRC   |                 |                 |
| 2008        | 67. Circuit of Ireland International Rally | Eamonn Boland    | Damien Morrissey           | Subaru Impreza S12B WRC  |                 |                 |
| 2009        | 68. Circuit of Ireland International Rally | Eugene Donnelly  | Paddy Toner                | Škoda Fabia WRC          |                 |                 |
| 2010        | 69. Circuit of Ireland International Rally | Derek McGarrity  | James McKee                | Subaru Impreza S12B WRC  |                 |                 |
| 2011        | 70. Circuit of Ireland International Rally | Derek McGarrity  | James McKee                | Subaru Impreza S11 WRC   |                 |                 |
| 2012        | 71. Circuit of Ireland International Rally | Juho Hanninen    | Mikko Markkula             | Škoda Fabia S2000        |                 |                 |
| 2013        | Épreuve annulée                            | Épreuve annulée  | Épreuve annulée            | Épreuve annulée          | Épreuve annulée | Épreuve annulée |
| 2014        | 72. Circuit of Ireland International Rally | Esapekka Lappi   | Janne Ferm                 | Škoda Fabia S2000        |                 |                 |
| 2015        | 73. Circuit of Ireland International Rally | Craig Breen      | Scott Martin               | Peugeot 208 T16          |                 |                 |
| 2016        | 74. Circuit of Ireland International Rally | Craig Breen      | Scott Martin               | Citroën DS3 R5           |                 |                 |